# Juazeiro do Piauí
Juazeiro do Piauí é um município brasileiro do estado do Piauí.

## História
Sua população estimada em 2010 era de 4.757 habitantes. A cidade é cortada pela PI-115 que liga Campo Maior a Castelo do Piauí. Tem como limite territorial ao norte os municípios de Sigefredo Pacheco e Milton Brandão, ao sul, Buriti dos Montes.
Foi desmembrada de Castelo do Piauí através da Lei Estadual nº 4.810 de 14 de dezembro de 1995, apenas tendo a emancipação política em 1 de Outubro de 1995. A primeira eleição ocorrida na cidade foi em 3 de Outubro de 1996, sendo candidato José Visgueira. Deu-se o nome Juazeiro devido a um pé de Juá onde todos os comboios paravam debaixo da árvore. Os primeiros moradores da cidade foram: Andrade, Macêdo, Alves e Visgueira Dutra.

## Geografia
Localiza-se a uma latitude 05º10'20" sul e a uma longitude 41º42'12" oeste, estando a uma altitude de 175 metros. BIOMA: Caatinga

## Atrativos turísticos
Em Juazeiro do Piauí tem como belezas naturais suas belas rochas e pedras, uma delas é a Pedra do Castelo que fica a poucos minutos da cidade à margem da rodovia. Lá os visitantes podem tirar fotos, colocar seus nomes no caderno de visitantes, conhecer imagens da pré história fixadas nas rochas e pagar promessas, coisa que muitos fazem por lá. Outro ponto bem conhecido é o Rio Poty que é utilizado por moradores locais para pesca, lavar roupas, e irrigação de lavouras. Sem contar que a cidade de Juazeiro é rica em cachoeiras, são mais de 20 cachoeiras dentro da área do município, muitas delas ainda são desconhecidas por boa parte da população. Durante o mês de abril acontece também o período de Semana Santa com festejos do padroeiro São Francisco das Chagas.
No centro da cidade os visitantes também podem encontrar os itens básicos de toda cidade como: restaurantes, pousadas, posto de combustível, lan houses e bares.

## Cultura

### Biblioteca municipal

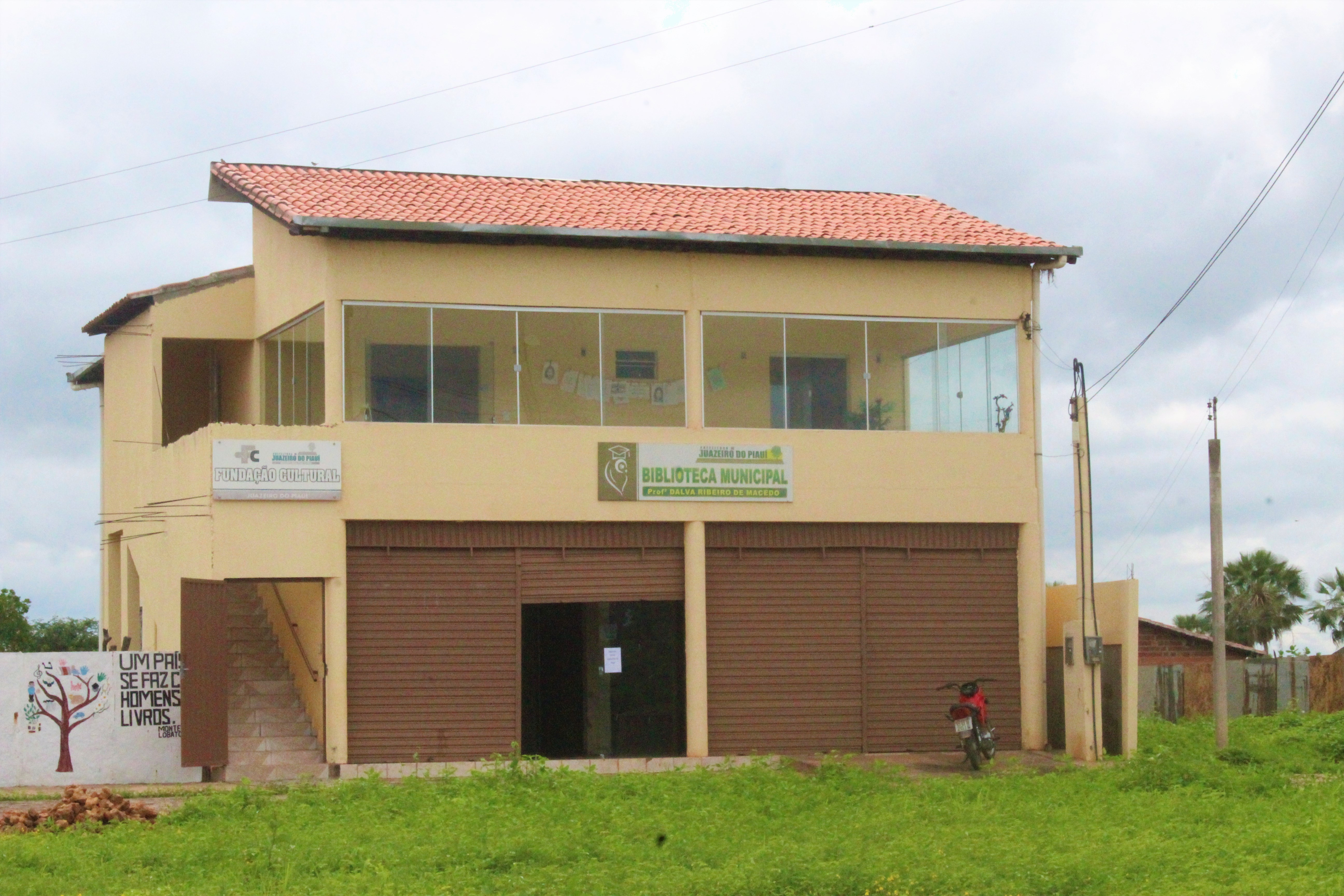
Biblioteca Municipal de Juazeiro do Piauí

O município tem a Biblioteca Municipal Dalva Macedo criada pela lei municipal n.º 68, de 27 de novembro de 2009. Inaugurada em 22 de dezembro de 2009.